# 世界ウソでしょ旅行社
『やっぱり世界はブッ飛んでいる!?世界ウソでしょ旅行社』（やっぱりせかいはぶっとんでいる!?せかいうそでしょりょこうしゃ）は、2016年からカンテレ（関西テレビ）制作・フジテレビ系列にて不定期に放送されている特別番組（紀行番組 / ドキュメンタリー番組 / バラエティ番組）である。

## 概要
思わず"ウソでしょ!?"と叫ばずにはいられない場所を巡る、驚き満載のワールドツアーを送る番組。

## 司会者
- 後藤輝基（フットボールアワー）

## ゲスト
- ウエンツ瑛士
- 蓮仏美沙子
- かたせ梨乃
- 鈴木亮平

VTR出演
- 矢口真里
- 紫吹淳
- 鈴木拓

## 主なスタッフ
第2回放送
- 構成：板坂尚、大井洋一、鈴木功治
- ロケ技術
  - CAM：塚本信威、黒川広仁、山脇吉記
  - VE：西久保将夫、渡邊みなみ
- スタジオ技術
  - TD／SW：松井光太郎
  - CAM：横山大輔
  - VE：皆本翔太
  - 音声：佐藤博隆
  - 照明：安藤雄郎
  - TP：辻本豊
- デザイン：竹中健
- 美術プロデューサー：森健彦
- 美術進行：林政之
- 大道具制作：卜部徹夫
- 大道具操作：桜井和則
- アクリル装飾：長谷川梨奈
- 電飾：太田真由美
- メイク：松川ありさ
- 技術協力：fmt、IMAGICA、4-Legs、スウィッシュ・ジャパン、ムーンクラフト
- 美術協力：フジアール、レモンスタジオ
- 編集：斉藤紗矢香
- MA：水野学
- 音効：星裕介
- タイトル・CG：前川陽介（第1回ではビジュアルフォーマット）
- TK：本田悦子
- リサーチ：福田友哉、taspro
- ロケ・コーディネーション：nouveau、鈴木いづみ
- 協力：HiHo-TV、dotframe
- 宣伝：安田宜義・姫野健太（以上カンテレ）
- デスク：北澤香名
- AD：山下達也、岸本泰、渡辺温那、具志堅彩香
- AP：梶山智未、柴垣早智子、福島愛子
- ロケ・プロデューサー：中沢剛、中村倫久（2人共→第1回では制作プロデューサー）
- ディレクター：浅野克己、清水悠貴、茂垣孝宏、見崎陽亮、大城浩一郎、岩下英生
- 総合演出：疋田雅一
- プロデューサー：南口博孝（カンテレ）、古賀太隆
- 制作協力：D:COMPLEX
- 制作著作：カンテレ（関西テレビ放送）

### 過去のスタッフ
- ロケ技術
  - CAM：木村修、安藤広登、名取征
  - VE：屋田大地、篠田力
- スタジオ技術
  - TD／SW：竹内弘佳
  - VE：横井甲児
  - 照明：後藤雅彦
- デザイン：大石萌瑛
- 技術協力：映像バンク
- 編集：石井公二
- 音効：大平拓也
- リサーチ：鈴木さくら、
- コーディネーター：NZ NETWORK
- 宣伝：前田香久（カンテレ）
- AD：石井孝明、清水陽太、木全彩乃、宇野女正樹
- プロデューサー：野村亙（カンテレ）

## 放送時間
- 第1回
  - 2016年1月5日（火）21:00 - 22:48（JST）
- 第2回
  - 2016年4月12日（火）21:00 - 22:48（JST）